# Гювецис, Константинос
Константинос Гювецис (греч. Κωνσταντίνος Γκιουβέτσης; род. 19 ноября 1999) — греческий ватерполист, игрок сборной Греции. Серебряный призёр летних Олимпийских игр 2020 года, двукратный призёр чемпионатов мира 2023 и 2025 годов.

## Карьера
На молодёжном уровне Гювецис дважды становился чемпионом мира в 2017 и 2019 годах.
В 2021 году принимал участие в летних Олимпийских играх в Токио, где греки неожиданно дошли до финала, уступив в решающем матче сербам и завоевали серебряные медали. В составе греческой сборной играл Гювецис.
В 2022 году на чемпионате мира в Фукуоке сборная Греции обыграла Черногорию со счетом 10:9 в четвертьфинале и сербов со счетом 13:7 в полуфинале. В финальном матче против Венгрии потребовалась серия пенальти, которую венгры выиграли. На этом турнире Гювецис входил в состав сборной Греции.
В 2025 году на чемпионате мира в Сингапуре в составе сборной завоевал бронзовую медаль. В матче за третье место Греция обыграла Сербию со счётом 16:7.